# گورنگه لویچه
گورنگه لویچه (به صربی: Gornje Leviće) یک منطقهٔ مسکونی در صربستان است که در بروس واقع شده‌است. گورنگه لویچه ۱۳۸ نفر جمعیت دارد.